# Mac Taylor
Mac Llewellyn Taylor is een personage uit de Amerikaanse televisieserie CSI: NY. Hij wordt gespeeld door Gary Sinise.

## Achtergrond
Mac Llewellyn Taylor is de hoofdinspecteur van het New York Police Departments CSI-team. Hij komt oorspronkelijk uit Chicago, maar kwam naar New York na te hebben gediend in het United States Marine Corps. Hij beschouwt New York nu als zijn thuis, en vertelde een collega zelfs een keer dat ze nu voor de beste stad in het beste land ter wereld werkten. Mac wil drie dingen koste wat het kost beschermen: de eer van zijn land, de veiligheid van zijn stad en de integriteit van zijn lab.
Mac gelooft sterk in het volgen van de bewijzen en niet in het vertrouwen op je gevoel. Hij bekijkt een plaats delict (en de wereld) vaak met Veneziano’s theorie van kwantummechanica in het hoofd: alles is met elkaar verbonden.

## Jonge jaren
Macs vader stierf aan longkanker en bracht de laatste acht maanden van zijn leven door in bed met sondevoeding. Als gevolg hiervan gelooft Mac sterk in het recht van iemand om op een waardige manier te sterven. Toen Macs vader hem echter smeekte de stekker uit de sonde te trekken, kon Mac dit niet (aflevering 309, "And Here's to You, Mrs. Azrael").
Mac was getrouwd met Claire Conrad. Ze hadden geen kinderen samen, maar Claire had voordat ze Mac leerde kennen wel een kind gekregen dat ze op had gegeven voor adoptie. Mac beschreef Claire ooit als atletisch met krullend bruin haar en blauwe ogen. Ze kwam om bij de terroristische aanslagen op 11 september 2001. Haar dood plaagt Mac nog steeds, met zelfs chronische slapeloosheid tot gevolg. Na haar dood deed Mac alles weg wat aan haar herinnerde, behalve foto’s en een strandbal die zij had opgeblazen, omdat volgens hem “haar adem daar nog inzit” (aflevering 101, "Blink"). Haar stoffelijk overschot is nooit teruggevonden tussen het puin van het World Trade Center (aflevering 315, "Some Buried Bones").

## Militaire dienst
Mac zei ooit dat zijn land dienen het liefste is wat hij wilde. Zelfs als kind deed hij al vaak alsof hij een soldaat was. Hij diende bij het 1e bataljon van de 8e Marines (vandaag de dag bekend als het "Beirut Battalion") in Beiroet. Hij raakte gewond bij het bombardement op Beiroet in 1983, waarvan hij nog altijd een litteken over zijn hart heeft (aflevering 224, "Charge of this Post;" 301, "People With Money"). De 1/8 diende ook in Operation Desert Shield en Operation Desert Storm. Volgens aflevering 224, "Charge of this Post," nam Mac ontslag in maart 1992.
Dankzij zijn marinetraining is Mac ervaren in ongewapende gevechten (aflevering 223, "Heroes") en schijnt een grote kennis te hebben over veel verschillende wapens, variërend van bogen (aflevering 214, "Stuck on You") en Oost-Aziatische zwaarden (aflevering 204, "Corporate Warriors") tot hedendaagse vuurwapens en messen. Voor Mac is het soort wapen dat gebruikt werd net zo onthullend als elk ander stukje bewijs op een plaats delict.
Mac kijkt op tegen leden van de gewapende troepen. Hij beschouwt een uniform dan ook als een “eervolle onderscheiding”.

## Relaties
Mac heeft een goede vriendschap met mede-detective Stella Bonasera. Hij vertelde haar ooit dat hij deze baan niet zonder haar zou doen. Mac was de eerste aan wie Stella vertelde dat ze misschien met hiv besmet is (aflevering 317, "The Ride In").
In seizoen 3 werd onthuld dat Mac uit was geweest met Dr. Peyton Driscoll, een van de medische onderzoekers. Zijn relatie met Peyton is niet makkelijk, vooral omdat hij hun relatie wat beperkt wil houden binnen het lab.
In de aflevering "Consequences" ontmoette Mac de zoon van Claire die ze op had gegeven voor adoptie. De tiener genaamd Reed Garrett schaduwde Stella in de veronderstelling dat zij z’n moeder was. Mac bood aan contact met hem te houden aangezien hij een connectie zocht met zijn overleden vrouw.
Mac is een mentor geweest voor Danny Messer, en nam hem tegen het advies van anderen mee naar het lab. Zo hielp hij hem een meer gerespecteerde officier te worden.

## In dienst
Mac Taylor houdt altijd een stapel dossiers omtrent onopgeloste zaken op de hoek van zijn bureau. Vooral het dossier over de verkrachter/moordenaar DJ Pratt lag daar lange tijd, totdat deze zaak werd opgelost met de hulp van oud-collega Aiden Burn (afleveringen 202, "Grand Murder At Central Station;" 223, "Heroes").
Toen Miami CSI Luitenant Horatio Caine naar New York kwam om een voortvluchtige moordverdachte te zoeken, hielpen Mac en zijn team hem de echte moordenaar op te sporen (CSI: Miami aflevering 223, "MIA/NYC Nonstop"). Mac bezocht ook een keer Miami om Caine te helpen de ontsnapte moordenaar Henry Darius te vangen, die terugvluchtte naar New York waar de twee hun achtervolging voortzetten (CSI: Miami aflevering 407, "Felony Flight," CSI: NY aflevering 207, "Manhattan Manhunt").
Mac en Don Flack werden een keer geraakt door een bomexplosie in een gebouw dat ze probeerden te evacueren (aflevering 224, "Charge of this Post). Hoewel hij gewond raakte in zijn nek, wist Mac nog de zwaargewonde Flack lang genoeg te helpen tot de ambulance kwam.
Een van Macs lastigste situaties onder werktijd was de ontdekking dat Aiden Burn probeerde bewijzen te vervalsen (aflevering 202, "Grand Murder At Central Station"). Aiden wilde op deze manier eindelijk DJ Pratt achter de tralies krijgen. Hoewel ze op het laatste moment besloot af te zien van deze daad, had ze wel al het zegel van het zakje waar het bewijs in zat, gebroken. Mac, die erom bekendstaat zwaar te zijn gesteld op de integriteit van zijn lab, zag zich geen andere keus dan haar te ontslaan. Wel beloofde hij haar dat ze DJ Pratt vroeg of laat zouden arresteren.

## Familie
- Vader: Mckenna Boyd Taylor (overleden aan longkanker)
- Vrouw: Claire Conrad-Taylor (overleden 9/11)
- Stiefzoon: Reed Garrett